# Хіньов Ігор Павлович
І́гор Па́влович Хіньов (22 березня 1984 — 21 серпня 2014) — старший солдат Збройних Сил України, учасник російсько-української війни.

## Життєвий шлях
Народився 1984 року в місті Болград (Одеська область); виростав із старшим братом у родині Павла Володимировича і Євгенії Григорівни Хіньових. Батько служив у 217-му парашутно-десантному полку, мама працювала на автотранспортному підприємстві диспетчером. Навчався в Болградській гімназії ім. Г. С. Раковського, брав участь та вигравав у різних конкурсах й олімпіадах. Після школи вступив до Ізмаїльського технікуму електрифікації та механізації. 2003 року проходив строкову службу у Київському окремому полку Президента України; пройшов підготовку у навчальному центрі «Десна». Після демобілізації закінчив третій курс технікуму, але вирішив присвятити себе військовій справі; батько схвалив його рішення. Ігор підписав контракт. Незабаром Ігоря було призначено заступником командира взводу. 2013 року старшого солдата Хіньова направили навчатися до Миколаївської філії міжрегіональної академії управління персоналом.
В часі війни — старший стрілець, 28-ма окрема механізована бригада. Не казав батькам де він, намагався рідним дзвонити щодня, казав, що у відрядженні. Потім попередив — не зможе якийсь час дзвонити, бо буде на навчаннях (насправді в цей час у Криму захищав аеропорт «Бельбек»). У липні-серпні не телефонував додому майже чотири тижні. В боях на кордоні їх придавило стіною; товариші по службі загинули, а Ігор зазнав контузії але зміг вибратися. Першою справою подзвонив додому. Востаннє телефонував рідним 19 серпня.
Загинув 21 серпня 2014-го під час обстрілу терористами з РСЗВ «Ураган» в районі Кутейникове — Старобешеве. Прикрив своїм тілом двох бойових товаришів. Тоді ж загинув лейтенант Сергій Ончуров.
Похований в місті Болград 25 серпня 2014 року.

## Нагороди та вшанування
- Указом Президента України № 144/2015 від 14 березня 2015 року, «за особисту мужність і високий професіоналізм, виявлені у захисті державного суверенітету та територіальної цілісності України», нагороджений орденом «За мужність» III ступеня (посмертно)[1].
- 26 травня 2019 року на будівлі Болградського районного військового комісаріату відбулось урочисте відкриття меморіальних дощок загиблим учасникам АТО — Русєву Сергію, Кожуріну Віктору, Манулову Сергію та Хіньову Ігорю[2][3].
- Вшановується в меморіальному комплексі «Зала пам'яті», в щоденному ранковому церемоніалі 21 серпня[4][5].
- Його портрет розміщений на меморіалі «Стіна пам'яті полеглих за Україну» у Києві: секція 3, ряд 4 місце 12
- в місті Болград перейменовано вулицю на його честь.[6]